# ハルナガニ
『ハルナガニ』は、2014年4月7日から4月27日までシアタートラムで上演された木皿泉脚本×内藤裕敬演出の舞台作品。
タイトルの『ハルナガニ』は、木皿泉が能の別れの言葉「いずれ春永に」から名付けた。

## キャスト
- 久里子：薬師丸ひろ子
- 亜土夢：細田善彦
- 三浦：菊池亜希子
- 西沢：菅原大吉
- 春生：渡辺いっけい

## スタッフ
- 原作 - 藤野千夜『君のいた日々』
- 脚本 - 木皿泉
- 演出 - 内藤裕敬

## 地方公演
- 2014年5月2日（金） - 5月4日（日）大阪公演 梅田芸術劇場